# Bigoudine
Bigoudine  (in arabo بيكودين‎?) è un centro abitato e comune rurale del Marocco situato nella provincia di Taroudant, regione di Souss-Massa. Conta una popolazione di 5 131 abitanti (censimento 2014).